# 학교괴담 2
학교괴담 2(學校の怪談 2: Haunted School 2)는 일본에서 제작된 히라야마 히데유키 감독의 1996년 공포 영화이다. 노무라 히로노부 등이 주연으로 출연하였다.

## 출연

### 주연
- 노무라 히로노부
- 니시다 나오미

### 조연
- 요네쿠라 마사카네
- 키시다 쿄코